# Mateo Martinelli
Mateo Mariano Martinelli (Álvarez, Provincia de Santa Fe, Argentina, 9 de enero de 1985) es un exfutbolista argentino que jugaba como mediocampista. Su último club fue el Club Atlético San Jorge.

## Biografía
Su primer club en inferiores fue el Club Atlético Newell's Old Boys, luego continuó en las divisiones inferiores de Rosario Central para seguir, al comenzar como profesional en 2006, al Independiente Rivadavia. Después de un breve paso por Guillermo Brown, se fue a Chile y allí jugó una temporada en Curicó Unido. Volvió a Argentina para jugar por Talleres de Córdoba, Defensores de Belgrano (junto a Ariel Ortega) y Unión de Mar del Plata. En 2013 retornó a Chile, vistiendo la camiseta de San Marcos de Arica, con quien obtuvo el título de la Primera B 2013-14. Desde el 2014 hasta la 2017 defendió los colores de Unión de Villa Krause, elenco del Federal A. Posteriormente se incorporó al Club Atlético San Jorge de la provincia de Santa Fe.

## Clubes
| Club                     | País      | Año         |
| ------------------------ | --------- | ----------- |
| Independiente Rivadavia  | Argentina | 2006 - 2008 |
| Atlético Guillermo Brown | Argentina | 2008        |
| Curicó Unido             | Chile     | 2009        |
| Talleres de Córdoba      | Argentina | 2010 - 2011 |
| Defensores de Belgrano   | Argentina | 2011 - 2012 |
| Unión de Mar del Plata   | Argentina | 2012 - 2013 |
| San Marcos de Arica      | Chile     | 2013 - 2014 |
| Unión de Villa Krause    | Argentina | 2014 - 2017 |
| Club Atlético San Jorge  | Argentina | 2017 - 2018 |

## Palmarés

#### Campeonatos nacionales
| Título    | Club                | País  | Año     |
| --------- | ------------------- | ----- | ------- |
| Primera B | San Marcos de Arica | Chile | 2013-14 |